# Coropuna
De Nevado Coropuna is de grootste en hoogste vulkaan in Peru, met een hoogte van 6.425 meter. De vulkaan ligt ongeveer 150 km ten noordwesten van Arequipa.
De stratovulkaan is met ijs bedekt en vormt een complex plateau van ruim 12 x 20 km met zes gescheiden toppen die er boven uitstijgen. Drie van deze bergtoppen hebben een prominentie van meer dan 300 m. De hoogste top (6.425 m) ligt aan de noordwestkant van het plateau. De top in het zuidwesten (Casulla) heeft een hoogte van 6.377 meter op de Peruaanse IGM map, maar is in werkelijkheid misschien wel even groot of groter in hoogte, afhankelijk van de gevallen sneeuw.
Op 6.000 meter hoogte zijn overblijfselen van Inca-kleding gevonden, wat er op duidt dat precolumbiaansen deze berg ook al beklommen.

## Galerij

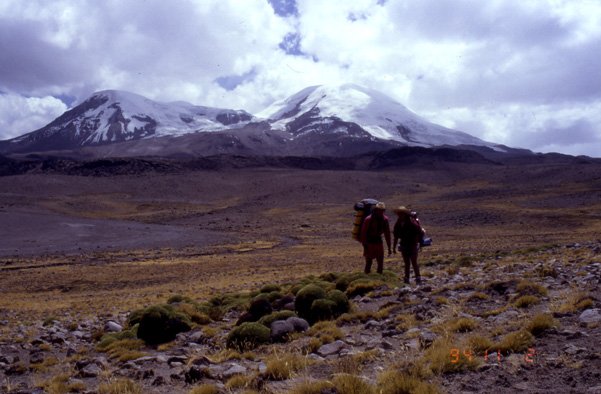
Coropuna links, Casulla rechts.